# Liste des matchs de l'équipe du Soudan du Sud de football par adversaire
Cette liste présente les matchs de l'équipe du Soudan du Sud de football par adversaire rencontré.
- Haut – A
- B
- C
- D
- E
- F
- G
- H
- I
- J
- K
- L
- M
- N
- O
- P
- Q
- R
- S
- T
- U
- V
- W
- X
- Y
- Z

## B

### Bénin

#### Confrontations
Confrontations entre le Bénin et le Soudan du Sud :
|   | Date         | Lieu    | Match                 | Score | Compétition                                                  |
| - | ------------ | ------- | --------------------- | ----- | ------------------------------------------------------------ |
| 1 | 23 mars 2016 | Djouba  | Soudan du Sud - Bénin | 1-2   | Qualifications à la Coupe d'Afrique des nations 2017 (gr. C) |
| 2 | 27 mars 2016 | Cotonou | Bénin - Soudan du Sud | 4-1   | Qualifications à la Coupe d'Afrique des nations 2017 (gr. C) |

#### Bilan
Au 4 mai 2019 :
- Total de matchs disputés : 2
- Victoires du Bénin : 2
- Matchs nuls : 0
- Victoires du Soudan du Sud : 0
- Total de buts marqués par le Bénin : 6
- Total de buts marqués par le Soudan du Sud : 2

### Botswana
Confrontations entre le Botswana et le Soudan du Sud :
|   | Date        | Lieu     | Match                    | Score | Compétition  |
| - | ----------- | -------- | ------------------------ | ----- | ------------ |
| 1 | 5 mars 2014 | Gaborone | Botswana - Soudan du Sud | 3-0   | Match amical |

#### Bilan
Au 4 mai 2019 :
Total de matchs disputés : 1
- Victoire de l'équipe du Soudan du Sud : 0
- Match nul : 0
- Victoire de l'équipe du Botswana : 1

### Burundi

#### Confrontations
Confrontations entre le Burundi et le Soudan du Sud :
|   | Date             | Lieu      | Match                   | Score | Compétition                                                  |
| - | ---------------- | --------- | ----------------------- | ----- | ------------------------------------------------------------ |
| 1 | 10 juin 2017     | Bujumbura | Burundi - Soudan du Sud | 3-0   | Qualifications à la Coupe d'Afrique des nations 2019 (gr. C) |
| 2 | 11 décembre 2017 | Kakamega  | Soudan du Sud - Burundi | 0-0   | Coupe CECAFA des nations 2017 (gr. B)                        |
| 3 | 16 novembre 2018 | Djouba    | Soudan du Sud - Burundi | 2-5   | Qualifications à la Coupe d'Afrique des nations 2019 (gr. C) |

#### Bilan
Au 4 mai 2019 :
- Total de matchs disputés : 3
- Victoires du Burundi : 2
- Matchs nuls : 1
- Victoires du Soudan du Sud : 0
- Total de buts marqués par le Burundi : 8
- Total de buts marqués par le Soudan du Sud : 2

## D

### Djibouti

#### Confrontations
Confrontations entre Djibouti et le Soudan du Sud :
|   | Date             | Lieu      | Match                    | Score | Compétition                                                     |
| - | ---------------- | --------- | ------------------------ | ----- | --------------------------------------------------------------- |
| 1 | 23 novembre 2015 | Baher Dar | Soudan du Sud - Djibouti | 2-0   | Coupe CECAFA des nations 2015 (gr. C)                           |
| 2 | 23 mars 2017     | Djibouti  | Djibouti - Soudan du Sud | 2-0   | Qualifications à la Coupe d'Afrique des nations 2019 (1er tour) |
| 3 | 28 mars 2017     | Djouba    | Soudan du Sud - Djibouti | 6-0   | Qualifications à la Coupe d'Afrique des nations 2019 (1er tour) |

#### Bilan
Au 4 mai 2019 :
- Total de matchs disputés : 3
- Victoires de Djibouti : 1
- Matchs nuls : 0
- Victoires du Soudan du Sud : 2
- Total de buts marqués par Djibouti : 2
- Total de buts marqués par le Soudan du Sud : 8

## E

### Éthiopie
Confrontations entre l'Éthiopie et le Soudan du Sud :
|   | Date             | Lieu     | Match                    | Score | Compétition                           |
| - | ---------------- | -------- | ------------------------ | ----- | ------------------------------------- |
| 1 | 24 novembre 2012 | Kampala  | Éthiopie - Soudan du Sud | 1-0   | Coupe CECAFA des nations 2012 (gr. A) |
| 2 | 3 décembre 2013  | Machakos | Soudan du Sud - Éthiopie | 0-2   | Coupe CECAFA des nations 2013 (gr. A) |
| 3 | 5 décembre 2017  | Kakamega | Soudan du Sud - Éthiopie | 0-3   | Coupe CECAFA des nations 2017 (gr. B) |

#### Bilan
Au 4 mai 2019 :
- Total de matchs disputés : 3
- Victoires de l'Éthiopie : 3
- Matchs nuls : 0
- Victoires du Soudan du Sud : 0
- Total de buts marqués par l'Éthiopie : 6
- Total de buts marqués par le Soudan du Sud : 0

## G

### Gabon

#### Confrontations
Confrontations entre le Gabon et le Soudan du Sud :
|   | Date            | Lieu       | Match                 | Score | Compétition                                                  |
| - | --------------- | ---------- | --------------------- | ----- | ------------------------------------------------------------ |
| 1 | 12 octobre 2018 | Libreville | Gabon - Soudan du Sud | 3-0   | Qualifications à la Coupe d'Afrique des nations 2019 (gr. C) |
| 2 | 16 octobre 2018 | Djouba     | Soudan du Sud - Gabon | 0-1   | Qualifications à la Coupe d'Afrique des nations 2019 (gr. C) |

#### Bilan
Au 4 mai 2019 :
- Total de matchs disputés : 2
- Victoires du Gabon : 2
- Matchs nuls : 0
- Victoires du Soudan du Sud : 0
- Total de buts marqués par le Gabon : 4
- Total de buts marqués par le Soudan du Sud : 0

### Guinée équatoriale

#### Confrontations
Confrontations entre la Guinée équatoriale et le Soudan du Sud :
|   | Date             | Lieu   | Match                              | Score | Compétition                                                  |
| - | ---------------- | ------ | ---------------------------------- | ----- | ------------------------------------------------------------ |
| 1 | 5 septembre 2015 | Djouba | Soudan du Sud - Guinée équatoriale | 1-0   | Qualifications à la Coupe d'Afrique des nations 2017 (gr. C) |
| 2 | 4 septembre 2016 | Malabo | Guinée équatoriale - Soudan du Sud | 4-0   | Qualifications à la Coupe d'Afrique des nations 2017 (gr. C) |

#### Bilan
Au 4 mai 2019 :
- Total de matchs disputés : 2
- Victoires de la Guinée équatoriale : 1
- Matchs nuls : 0
- Victoires du Soudan du Sud : 1
- Total de buts marqués par la Guinée équatoriale : 4
- Total de buts marqués par le Soudan du Sud : 1

## K

### Kenya
Confrontations entre le Kenya et le Soudan du Sud :
|   | Date             | Lieu    | Match                 | Score | Compétition                           |
| - | ---------------- | ------- | --------------------- | ----- | ------------------------------------- |
| 1 | 27 novembre 2012 | Kampala | Soudan du Sud - Kenya | 0-2   | Coupe CECAFA des nations 2012 (gr. A) |
| 2 | 30 novembre 2013 | Nairobi | Kenya - Soudan du Sud | 3-1   | Coupe CECAFA des nations 2013 (gr. A) |

#### Bilan
Au 4 mai 2019 :
- Total de matchs disputés : 2
- Victoires du Kenya : 2
- Matchs nuls : 0
- Victoires du Soudan du Sud : 0
- Total de buts marqués par le Kenya : 5
- Total de buts marqués par le Soudan du Sud : 1

## M

### Malawi

#### Confrontations
Confrontations entre le Malawi et le Soudan du Sud :
|   | Date             | Lieu      | Match                  | Score | Compétition                           |
| - | ---------------- | --------- | ---------------------- | ----- | ------------------------------------- |
| 1 | 27 novembre 2015 | Baher Dar | Soudan du Sud - Malawi | 2-0   | Coupe CECAFA des nations 2015 (gr. C) |

#### Bilan
Au 4 mai 2019 :
- Total de matchs disputés : 3
- Victoires du Malawi : 1
- Matchs nuls : 0
- Victoires du Soudan du Sud : 2
- Total de buts marqués par le Malawi : 2
- Total de buts marqués par le Soudan du Sud : 8

### Mali

#### Confrontations
Confrontations entre le Mali et le Soudan du Sud :
|   | Date             | Lieu   | Match                | Score | Compétition                                                  |
| - | ---------------- | ------ | -------------------- | ----- | ------------------------------------------------------------ |
| 1 | 13 juin 2015     | Bamako | Mali - Soudan du Sud | 2-0   | Qualifications à la Coupe d'Afrique des nations 2017 (gr. C) |
| 2 | 4 juin 2016      | Djouba | Soudan du Sud - Mali | 0-3   | Qualifications à la Coupe d'Afrique des nations 2017 (gr. C) |
| 3 | 9 septembre 2018 | Djouba | Soudan du Sud - Mali | 0-3   | Qualifications à la Coupe d'Afrique des nations 2019 (gr. C) |
| 4 | 23 mars 2019     | Bamako | Mali - Soudan du Sud | 3-0   | Qualifications à la Coupe d'Afrique des nations 2019 (gr. C) |

#### Bilan
Au 4 mai 2019 :
- Total de matchs disputés : 4
- Victoires du Mali : 4
- Matchs nuls : 0
- Victoires du Soudan du Sud : 0
- Total de buts marqués par le Mali : 11
- Total de buts marqués par le Soudan du Sud : 0

### Mauritanie

#### Confrontations
Confrontations entre la Mauritanie et le Soudan du Sud :
|   | Date            | Lieu       | Match                      | Score | Compétition                                                       |
| - | --------------- | ---------- | -------------------------- | ----- | ----------------------------------------------------------------- |
| 1 | 7 octobre 2015  | Djouba     | Soudan du Sud - Mauritanie | 1-1   | Éliminatoires de la Coupe du monde 2018 : zone Afrique (1er tour) |
| 2 | 13 octobre 2015 | Nouakchott | Mauritanie - Soudan du Sud | 4-0   | Éliminatoires de la Coupe du monde 2018 : zone Afrique (1er tour) |

#### Bilan
Au 4 mai 2019 :
- Total de matchs disputés : 2
- Victoires de la Mauritanie : 1
- Matchs nuls : 1
- Victoires du Soudan du Sud : 0
- Total de buts marqués par la Mauritanie : 5
- Total de buts marqués par le Soudan du Sud : 1

### Mozambique

#### Confrontations
Confrontations entre le Mozambique et le Soudan du Sud :
|   | Date        | Lieu     | Match                      | Score | Compétition                                                    |
| - | ----------- | -------- | -------------------------- | ----- | -------------------------------------------------------------- |
| 1 | 18 mai 2014 | Maputo   | Mozambique - Soudan du Sud | 5-0   | Qualifications à la Coupe d'Afrique des nations 2015 (2e tour) |
| 2 | 30 mai 2014 | Khartoum | Soudan du Sud - Mozambique | 0-0   | Qualifications à la Coupe d'Afrique des nations 2015 (2e tour) |

#### Bilan
Au 4 mai 2019 :
- Total de matchs disputés : 2
- Victoires du Mozambique : 1
- Matchs nuls : 1
- Victoires du Soudan du Sud : 0
- Total de buts marqués par le Mozambique : 5
- Total de buts marqués par le Soudan du Sud : 0

## O

### Ouganda
Confrontations entre l'Ouganda et le Soudan du Sud :
|   | Date             | Lieu     | Match                   | Score | Compétition                                                                          |
| - | ---------------- | -------- | ----------------------- | ----- | ------------------------------------------------------------------------------------ |
| 1 | 10 juillet 2012  | Djouba   | Soudan du Sud - Ouganda | 2-2   | Match amical                                                                         |
| 2 | 30 novembre 2012 | Kampala  | Ouganda - Soudan du Sud | 4-0   | Coupe CECAFA des nations 2012 (gr. A)                                                |
| 3 | 14 juillet 2017  | Djouba   | Soudan du Sud - Ouganda | 0-0   | Qualifications au Championnat d'Afrique des nations 2018 (zone Centre-Est - 2e tour) |
| 4 | 22 juillet 2017  | Kampala  | Ouganda - Soudan du Sud | 5-1   | Qualifications au Championnat d'Afrique des nations 2018 (zone Centre-Est - 2e tour) |
| 5 | 8 décembre 2017  | Kakamega | Ouganda - Soudan du Sud | 5-1   | Coupe CECAFA des nations 2017 (gr. B)                                                |

#### Bilan
Au 4 mai 2019 :
- Total de matchs disputés : 5
- Victoires de l'Ouganda : 3
- Matchs nuls : 2
- Victoires du Soudan du Sud : 0
- Total de buts marqués par l'Ouganda : 16
- Total de buts marqués par le Soudan du Sud : 4

## R

### Rwanda

#### Confrontations
Confrontations entre le Rwanda et le Soudan du Sud :
|   | Date        | Lieu   | Match                  | Score | Compétition  |
| - | ----------- | ------ | ---------------------- | ----- | ------------ |
| 1 | 6 juin 2015 | Kigali | Rwanda - Soudan du Sud | 0-0   | Match amical |

#### Bilan
Au 4 mai 2019 :
- Total de matchs disputés : 1
- Victoires du Rwanda : 0
- Matchs nuls : 1
- Victoires du Soudan du Sud : 0
- Total de buts marqués par le Rwanda : 0
- Total de buts marqués par le Soudan du Sud : 0

## S

### Somalie

#### Confrontations
Confrontations entre la Somalie et le Soudan du Sud :
|   | Date          | Lieu     | Match                   | Score | Compétition                                                                           |
| - | ------------- | -------- | ----------------------- | ----- | ------------------------------------------------------------------------------------- |
| 1 | 22 avril 2017 | Djibouti | Somalie - Soudan du Sud | 1-2   | Qualifications au Championnat d'Afrique des nations 2018 (zone Centre-Est - 1er tour) |
| 2 | 30 avril 2017 | Djouba   | Soudan du Sud - Somalie | 2-0   | Qualifications au Championnat d'Afrique des nations 2018 (zone Centre-Est - 1er tour) |

#### Bilan
Au 4 mai 2019 :
- Total de matchs disputés : 2
- Victoires de la Somalie : 0
- Matchs nuls : 0
- Victoires du Soudan du Sud : 2
- Total de buts marqués par la Somalie : 1
- Total de buts marqués par le Soudan du Sud : 4

### Soudan

#### Confrontations
Confrontations entre le Soudan et le Soudan du Sud :
|   | Date              | Lieu        | Match                  | Score           | Compétition                                     |
| - | ----------------- | ----------- | ---------------------- | --------------- | ----------------------------------------------- |
| 1 | 25 novembre 2015  | Baher Dar   | Soudan du Sud - Soudan | 0-0             | Coupe CECAFA des nations 2015 (gr. C)           |
| 2 | 1er décembre 2015 | Addis-Abeba | Soudan du Sud - Soudan | 0-0 (tab : 3-5) | Coupe CECAFA des nations 2015 (quart de finale) |

#### Bilan
Au 4 mai 2019 :
- Total de matchs disputés : 2
- Victoires du Soudan : 0
- Matchs nuls : 2
- Victoires du Soudan du Sud : 0
- Total de buts marqués par le Soudan : 0
- Total de buts marqués par le Soudan du Sud : 0

## Z

### Zanzibar

#### Confrontations
Confrontations entre Zanzibar et le Soudan du Sud :
|   | Date             | Lieu    | Match                    | Score | Compétition                           |
| - | ---------------- | ------- | ------------------------ | ----- | ------------------------------------- |
| 1 | 27 novembre 2013 | Nairobi | Zanzibar - Soudan du Sud | 2-1   | Coupe CECAFA des nations 2013 (gr. A) |

#### Bilan
Au 4 mai 2019 :
- Total de matchs disputés : 1
- Victoires de Zanzibar : 1
- Matchs nuls : 0
- Victoires du Soudan du Sud : 0
- Total de buts marqués par Zanzibar : 2
- Total de buts marqués par le Soudan du Sud : 1